# Nebemahet

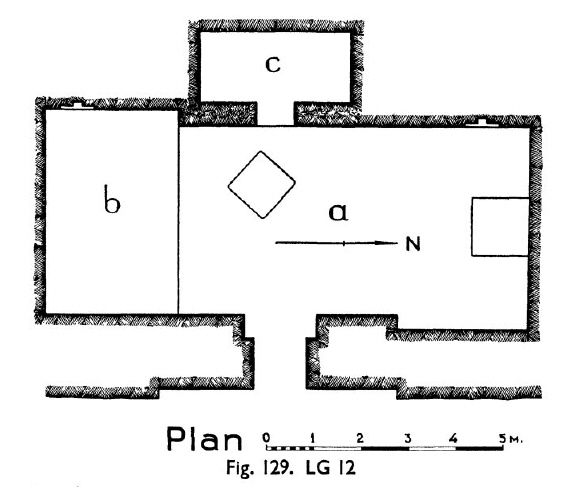
Az L12-es sír alaprajza

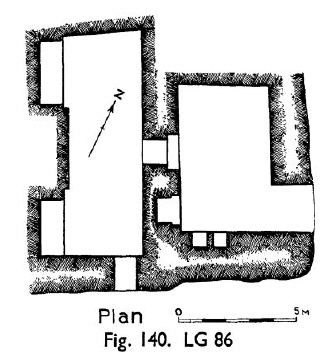
Az L86-os sír alaprajza

Nebemahet ókori egyiptomi herceg és vezír a IV. dinasztia idején. Hafré fáraó és III. Mereszanh királyné négy fiának és öt gyermekének egyike; féltestvére, Menkauré uralma alatt lett vezír. Címei közt szerepelt a király legidősebb fia, a főbíró és Menkauré vezírje.
Felesége Nubhotep, Hathor papnője volt. Nebemahet számára két sziklasír készült: az LG86 a gízai nekropolisz központi részén, és egy másik, az LG12 a Hafré-piramistól nyugatra. Előbbi két helyiségből áll és számtalan dombormű díszíti, köztük több, ami az elhunytat feleségével és nővérével, Sepszetkauval ábrázolja. A sír belsejében és környékén is több szobortöredéket találtak. Az LG12 sír három helyiségből áll, figyelemreméltó vonása, hogy az A helyiség falai domború féloszlopokból állnak, amik fatörzseket utánoznak. Nebemahetet az LG86-os sírba temették. Anyja gízai sírjának díszítésén is megjelenik.